# هوسپ پوشمان
هُوسِپ پوشمان (ارمنی: Հովսեփ Փուշման؛ ۹ مهٔ ۱۸۷۷ – ۱۳ فوریهٔ ۱۹۶۶) یک هنرمند، و نقاش ارمنی‌تبار اهل ایالات متحده آمریکا بود. او بیشتر به خاطر آثار طبیعت بیجان فکرشده اش و پرتره‌هایی که از زنان در لباس‌های عجیب و غریب می‌کشید مشهور است.

## زندگی‌نامه
وی در ۹ مهٔ ۱۸۷۷ در تیگراناکرت به دنیا آمد  وی در ۱۳ فوریهٔ ۱۹۶۶ در سن ۸۸ سالگی در نیویورک درگذشت.

## نگارخانه

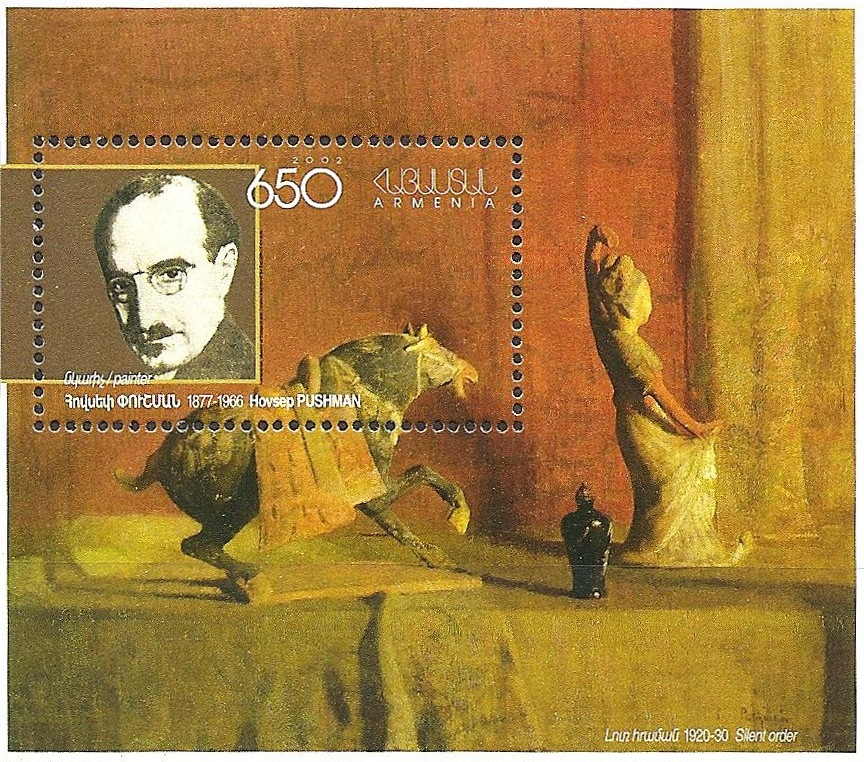
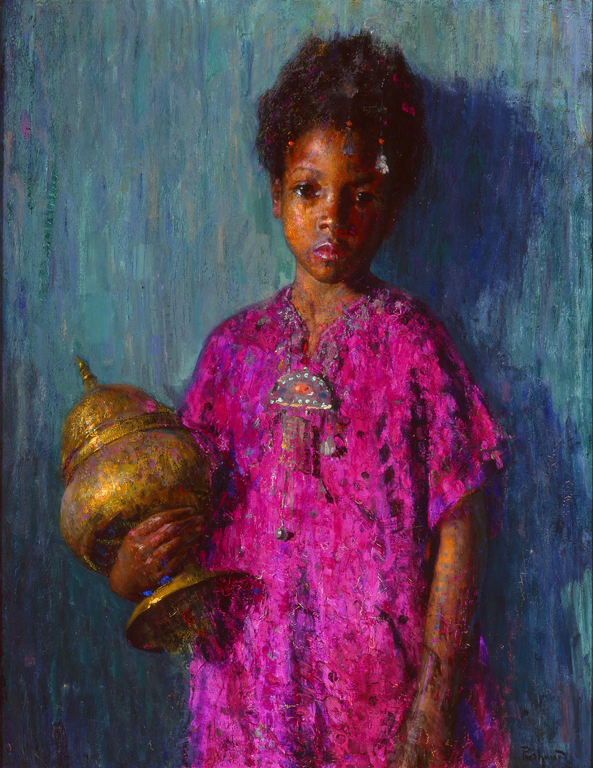